# Jacopo Stellini
Jacopo Stellini (Cividale, 27 aprile 1699 – Padova, 27 marzo 1770) è stato un abate, scrittore, filosofo e professore di filosofia italiano.
Nato a Cividale (e non, come appare su altre fonti basatesi sull'errata lettura dell'atto di battesimo di un Jacopo Stulin, a Tribil di Sopra) nel 1699, si interessò di medicina, matematica e critica letteraria. Sebbene autore di svariate poesie, la sua fama è dovuta soprattutto al saggio in latino De ortu et progressu morum stampato nel 1740.
La sua concezione morale è di stampo aristotelico e sotto alcuni aspetti può essere considerato uno dei precursori della sociologia.
A lui è stato dedicato l'omonimo liceo classico di Udine, fondato nel 1807 e che nella sua biblioteca contiene gli scritti autografi di Stellini.